# Vildanden
Vildanden war eine norwegische virtuelle Regionalfluggesellschaft mit Sitz in Skien. Sie besaß kein eigenes Air Operator Certificate und beauftragte andere Fluggesellschaften mit der Durchführung ihres Betriebs.

## Geschichte
Im Januar 2004 beschlossen örtliche Behörden die Investition in ein lokales Unternehmen, das mehrere tägliche Flüge von Skien nach Bergen anbieten sollte. Hieraus ging die virtuelle Fluggesellschaft Vildanden hervor, die ihren Betrieb in Zusammenarbeit mit Coast Air aufnahm. Anfangs kam eine von der Partnergesellschaft gemietete ATR 42 zum Einsatz. Im Jahr 2007 erhöhte Vildanden die Anzahl ihrer Flugverbindungen, indem sie zusätzlich eine Saab 340 von der schwedischen Avitrans leaste. Parallel dazu wurden tägliche Flüge nach Stavanger und Molde sowie drei wöchentliche Verbindungen nach Stockholm aufgenommen. Die Verbindung nach Mole stellte Vildanden im November 2007 wieder ein. Den ersten Gewinn verzeichnete das im Unternehmen im ersten Quartal 2009. Zu dieser Zeit setzte sie eine ATR 42 der Danish Air Transport und eine BAe Jetstream 31 der norwegischen Helitrans ein. In der Folgezeit flog das Unternehmen erneut Verluste ein.
Im Januar 2011 meldete Vildanden Insolvenz an und beendete den Flugbetrieb.

## Flugziele
Vildanden flog regelmäßig von Skien die drei wichtigen norwegischen Städte Bergen, Trondheim und Stavanger an.